# Llista de monuments de Guissona
Llista de monuments de Guissona inclosos en l'Inventari del Patrimoni Arquitectònic Català pel municipi de Guissona (Segarra). Inclou els inscrits en el Registre de Béns Culturals d'Interès Nacional (BCIN) classificats com a monuments històrics, els béns culturals d'interès local (BCIL) de caràcter immoble i la resta de béns arquitectònics integrants del patrimoni cultural català.
| Monument                                                          | Protecció       | Estil/època                               | Localització                                                                         | Coordenades                                          | Codi?         | Imatge |
| ----------------------------------------------------------------- | --------------- | ----------------------------------------- | ------------------------------------------------------------------------------------ | ---------------------------------------------------- | ------------- | --- |
| Palau de Fluvià, Obra de Fluvià o Obra de Sant Llúcia             | BCIN 348-MH     | Gòtic tardà XVI                           | Guissona Ctra. Massoteres, a 200 m de la vila                                        | 41° 47′ 20″ N, 1° 17′ 58″ E / 41.788751°N,1.299363°E | RI-51-0006349 | Palau de Fluvià (Guissona) · Vegeu més fotos d'aquest monument · Carregueu una nova foto d'aquest monument                          |
| Església de Santa Maria de Guissona                               | BCIN 349-MH-EN  | Barroc, neoclassicisme XVIII-XIX          | Guissona Pl. Major                                                                   | 41° 47′ 06″ N, 1° 17′ 21″ E / 41.78511°N,1.28903°E   | IPA-395       | Església de Santa Maria de Guissona · Vegeu més fotos d'aquest monument · Carregueu una nova foto d'aquest monument                 |
| Muralla i portal de l'Àngel                                       | BCIN 931-MH     | Obra popular, historicisme XIV, XVIII, XX | Guissona C. de la Font i pl. Vell-Pla                                                | 41° 47′ 11″ N, 1° 17′ 19″ E / 41.786372°N,1.288580°E | RI-51-0006348 | Muralla i portal de l'Àngel (Guissona) · Vegeu més fotos d'aquest monument · Carregueu una nova foto d'aquest monument              |
| Castell de Rubiol                                                 | BCIN 3977-MH-ZA | XI                                        | Guissona                                                                             | 41° 48′ 00″ N, 1° 17′ 51″ E / 41.800050°N,1.297438°E | IPA-36717     | Castell de Rubiol (Guissona) · Vegeu més fotos d'aquest monument · Carregueu una nova foto d'aquest monument                        |
| Edifici de l'Ajuntament de Guissona, o Casa de la Vila            | BCIL 1986       | Noucentisme XX Inici                      | Guissona Pl. Bisbe Benlloch, 1                                                       | 41° 47′ 04″ N, 1° 17′ 17″ E / 41.78455°N,1.28801°E   | IPA-25968     | Edifici de l'Ajuntament de Guissona · Vegeu més fotos d'aquest monument · Carregueu una nova foto d'aquest monument                 |
| Cal Suau                                                          | BCIL 2014       | Historicisme XIX Final                    | Guissona C. Roca Sastre, 4                                                           | 41° 47′ 10″ N, 1° 17′ 34″ E / 41.78614°N,1.29275°E   | IPA-25974     | Cal Suau (Guissona) · Vegeu més fotos d'aquest monument · Carregueu una nova foto d'aquest monument                                 |
| Plaça Major de Guissona, o Plaça de l'Església                    | BCIL 1986       | Neoclassicisme XVII, XX                   | Guissona Pl. Major                                                                   | 41° 47′ 07″ N, 1° 17′ 19″ E / 41.78518°N,1.28868°E   | IPA-25975     | Plaça Major de Guissona · Vegeu més fotos d'aquest monument · Carregueu una nova foto d'aquest monument                             |
| Cal Serra, edifici a la plaça Major, 5                            | BCIL 2014       | Obra popular XVII                         | Guissona Pl. Major, 5                                                                | 41° 47′ 07″ N, 1° 17′ 19″ E / 41.78528°N,1.28853°E   | IPA-25976     | Edifici a la plaça Major, 5 (Guissona) · Vegeu més fotos d'aquest monument · Carregueu una nova foto d'aquest monument              |
| Cal Bepanyo, edifici a la plaça Major, 2                          | BCIL 1986       | Obra popular XVII, XX Mitjan              | Guissona Pl. Major, 2                                                                | 41° 47′ 06″ N, 1° 17′ 19″ E / 41.785°N,1.28851°E     | IPA-25977     | Edifici a la plaça Major, 2 (Guissona) · Vegeu més fotos d'aquest monument · Carregueu una nova foto d'aquest monument              |
| Cal Trescents Sabarter, edifici al carrer de les Botigues, 1      | BCIL 2014       | Obra popular XVIII                        | Guissona C. de les Botigues, 1                                                       | 41° 47′ 06″ N, 1° 17′ 19″ E / 41.78499°N,1.28866°E   | IPA-25978     | Edifici al carrer de les Botigues, 1 (Guissona) · Vegeu més fotos d'aquest monument · Carregueu una nova foto d'aquest monument     |
| Cal Moliner                                                       |                 | Obra popular XIX Final                    | Guissona Raval de Traspalau, 18                                                      | 41° 47′ 03″ N, 1° 17′ 13″ E / 41.78416°N,1.28701°E   | IPA-25980     | Cal Moliner (Guissona) · Vegeu més fotos d'aquest monument · Carregueu una nova foto d'aquest monument                              |
| Cal Campà                                                         |                 | Obra popular XX Inici                     | Guissona C. Dr. Pere Castelló, 10                                                    | 41° 46′ 59″ N, 1° 17′ 22″ E / 41.7831°N,1.28948°E    | IPA-25981     | Cal Campà (Guissona) · Vegeu més fotos d'aquest monument · Carregueu una nova foto d'aquest monument                                |
| Cal Marsol                                                        | BCIL 2014       | Eclecticisme XIX Final                    | Guissona Av. Onze de Setembre, 44                                                    | 41° 47′ 12″ N, 1° 17′ 35″ E / 41.78666°N,1.29309°E   | IPA-25982     | Cal Marsol (Guissona) · Vegeu més fotos d'aquest monument · Carregueu una nova foto d'aquest monument                               |
| Cal Trullàs, Cal Nins, Bar Modern                                 | BCIL 2014       | Modernisme XX Inici                       | Guissona C. Bisbal, 13                                                               | 41° 47′ 04″ N, 1° 17′ 18″ E / 41.7844°N,1.28834°E    | IPA-25984     | Cal Trullàs (Guissona) · Vegeu més fotos d'aquest monument · Carregueu una nova foto d'aquest monument                              |
| Cal Barnola                                                       | BCIL 2014       | Modernisme XX Inici                       | Guissona Pl. Bisbe Benlloch, 7                                                       | 41° 47′ 05″ N, 1° 17′ 18″ E / 41.78471°N,1.28824°E   | IPA-25985     | Cal Barnola (Guissona) · Vegeu més fotos d'aquest monument · Carregueu una nova foto d'aquest monument                              |
| Carrer de la Bisbal de Guissona                                   |                 | Obra popular XIV                          | Guissona Pl. de Sant Roc - pl. Bisbe Benlloch - c. de les Botigues - c. Fluvià       | 41° 47′ 03″ N, 1° 17′ 16″ E / 41.78419°N,1.28784°E   | IPA-25988     | Carrer de la Bisbal de Guissona · Vegeu més fotos d'aquest monument · Carregueu una nova foto d'aquest monument                     |
| Plaça del Vell Pla de Guissona, o Plaça Firal                     |                 | Obra popular XIII                         | Guissona Av. Onze de Setembre - c. del Tint - c. Raval de la Font                    | 41° 47′ 12″ N, 1° 17′ 20″ E / 41.78673°N,1.289°E     | IPA-25989     | Plaça del Vell Pla (Guissona) · Vegeu més fotos d'aquest monument · Carregueu una nova foto d'aquest monument                       |
| Carrer del Gueto de Guissona, carrer de l'antic Call Jueu         |                 | Obra popular XI-XV                        | Guissona C. la Font- c. Portal Nou                                                   | 41° 47′ 08″ N, 1° 17′ 22″ E / 41.78549°N,1.28947°E   | IPA-25990     | Carregueu una nova foto d'aquest monument                                                                                           |
| Cal Ferro                                                         | BCIL 2014       | Obra popular XVIII                        | Guissona Pl. Capdevila, 11                                                           | 41° 47′ 09″ N, 1° 17′ 21″ E / 41.78572°N,1.28913°E   | IPA-25991     | Cal Ferro (Guissona) · Vegeu més fotos d'aquest monument · Carregueu una nova foto d'aquest monument                                |
| Cal Plataire                                                      | BCIL 1986       | Modernisme, eclecticisme XX Inici         | Guissona C. Bisbal, 41                                                               | 41° 47′ 03″ N, 1° 17′ 16″ E / 41.784073°N,1.287758°E | IPA-25992     | Cal Plataire (Guissona) · Vegeu més fotos d'aquest monument · Carregueu una nova foto d'aquest monument                             |
| Cal Batista                                                       | BCIL 2014       | Modernisme XX Inici                       | Guissona Raval de la Bisbal, 14                                                      | 41° 47′ 01″ N, 1° 17′ 15″ E / 41.78357°N,1.28748°E   | IPA-25993     | Cal Batista (Guissona) · Vegeu més fotos d'aquest monument · Carregueu una nova foto d'aquest monument                              |
| Cal Coma de les Sitges                                            | BCIL 2014       | Modernisme XX Inici                       | Guissona Raval de la Bisbal, 18                                                      | 41° 47′ 01″ N, 1° 17′ 15″ E / 41.78358°N,1.28758°E   | IPA-25994     | Cal Coma de les Sitges (Guissona) · Vegeu més fotos d'aquest monument · Carregueu una nova foto d'aquest monument                   |
| Cal Simonet de Montanyana                                         | BCIL 2014       | Modernisme XX Inici                       | Guissona C. Bisbal, 7                                                                | 41° 47′ 05″ N, 1° 17′ 19″ E / 41.784586°N,1.288475°E | IPA-25995     | Cal Simonet de Montanyana (Guissona) · Vegeu més fotos d'aquest monument · Carregueu una nova foto d'aquest monument                |
| Cal Pané                                                          | BCIL 2014       | Noucentisme XVIII, XX                     | Guissona Raval de la Bisbal, 26                                                      | 41° 47′ 01″ N, 1° 17′ 16″ E / 41.78353°N,1.28778°E   | IPA-25996     | Cal Pané (Guissona) · Vegeu més fotos d'aquest monument · Carregueu una nova foto d'aquest monument                                 |
| Cal Roca, Cal Valentí                                             | BCIL 2014       | Modernisme XX Inici                       | Guissona Raval de la Bisbal, 12                                                      | 41° 47′ 01″ N, 1° 17′ 15″ E / 41.78352°N,1.28743°E   | IPA-25997     | Cal Roca (Guissona) · Vegeu més fotos d'aquest monument · Carregueu una nova foto d'aquest monument                                 |
| Plaça del Bisbe Benlloch de Guissona                              |                 | Obra popular XX                           | Guissona Pl. del Bisbe Benlloch                                                      | 41° 47′ 05″ N, 1° 17′ 17″ E / 41.78468°N,1.28808°E   | IPA-25998     | Plaça del Bisbe Benlloch de Guissona · Vegeu més fotos d'aquest monument · Carregueu una nova foto d'aquest monument                |
| Cal Parrissa, o Cal Grau                                          | BCIL 1986       | Gòtic tardà XVI                           | Guissona C. Bisbal, 39                                                               | 41° 47′ 03″ N, 1° 17′ 16″ E / 41.784114°N,1.287813°E | IPA-25999     | Cal Parrissa (Guissona) · Vegeu més fotos d'aquest monument · Carregueu una nova foto d'aquest monument                             |
| Carrer del Portal Nou de Guissona                                 |                 | Obra popular, barroc XVIII, XX            | Guissona Pl. Capdevila - pl. del Vell Pla                                            | 41° 47′ 08″ N, 1° 17′ 22″ E / 41.78549°N,1.28947°E   | IPA-26000     | Carrer del Portal Nou de Guissona · Vegeu més fotos d'aquest monument · Carregueu una nova foto d'aquest monument                   |
| Placeta de Sant Roc de Guissona, antic Portal de Sant Roc         |                 | Obra popular XX Inici                     | Guissona Raval Bisbal - c. Bisbal - c. Traspalau - c. Guinguetes                     | 41° 47′ 02″ N, 1° 17′ 14″ E / 41.78377°N,1.28728°E   | IPA-26004     | Placeta de Sant Roc de Guissona · Vegeu més fotos d'aquest monument · Carregueu una nova foto d'aquest monument                     |
| Edifici Cooperativa                                               |                 | Noucentisme XX Inici                      | Guissona Av. Onze de Setembre, 3                                                     | 41° 47′ 12″ N, 1° 17′ 23″ E / 41.78668°N,1.28966°E   | IPA-26005     | Edifici Cooperativa (Guissona) · Vegeu més fotos d'aquest monument · Carregueu una nova foto d'aquest monument                      |
| Edifici del Centre Catòlic                                        | BCIL 1986       | Modernisme XX Inici                       | Guissona Pl. del Bisbe Benlloch, 2                                                   | 41° 47′ 05″ N, 1° 17′ 16″ E / 41.78471°N,1.28783°E   | IPA-26006     | Edifici del Centre Catòlic (Guissona) · Vegeu més fotos d'aquest monument · Carregueu una nova foto d'aquest monument               |
| Edifici Farmàcia Pujol                                            | BCIL 2014       | Modernisme XX Inici                       | Guissona C. Fluvià, 16                                                               | 41° 47′ 04″ N, 1° 17′ 21″ E / 41.78457°N,1.28913°E   | IPA-26007     | Edifici Farmàcia Pujol (Guissona) · Vegeu més fotos d'aquest monument · Carregueu una nova foto d'aquest monument                   |
| Torre Pujol, edifici de l'antiga Farinera                         | BCIL 1986       | Modernisme, historicisme XX Inici         | Guissona Pl. Pere Castelló - ctra. L-311                                             | 41° 46′ 57″ N, 1° 17′ 24″ E / 41.78238°N,1.29005°E   | IPA-26008     | Torre Pujol (Guissona) · Vegeu més fotos d'aquest monument · Carregueu una nova foto d'aquest monument                              |
| Ca la Ventureta                                                   | BCIL 2014       | Modernisme XX Inici                       | Guissona Raval de la Bisbal, 32                                                      | 41° 47′ 01″ N, 1° 17′ 17″ E / 41.78363°N,1.28794°E   | IPA-26009     | Ca la Ventureta (Guissona) · Vegeu més fotos d'aquest monument · Carregueu una nova foto d'aquest monument                          |
| Ca l'Agustinet, edifici al raval de la Bisbal, 2                  | BCIL 2014       | Modernisme XX Inici                       | Guissona Raval de la Bisbal, 2                                                       | 41° 47′ 01″ N, 1° 17′ 14″ E / 41.78358°N,1.28718°E   | IPA-26010     | Edifici al raval de la Bisbal, 2 (Guissona) · Vegeu més fotos d'aquest monument · Carregueu una nova foto d'aquest monument         |
| Cal Catxot, Ca l'Hortolà                                          | BCIL 2014       | Modernisme XIX Final                      | Guissona Raval de la Bisbal, 20                                                      | 41° 47′ 01″ N, 1° 17′ 15″ E / 41.78357°N,1.28762°E   | IPA-26011     | Cal Catxot (Guissona) · Vegeu més fotos d'aquest monument · Carregueu una nova foto d'aquest monument                               |
| Cal Carlo, Cal Cuadros                                            | BCIL 2014       | Eclecticisme XIX                          | Guissona Av. Onze de Setembre, 41                                                    | 41° 47′ 13″ N, 1° 17′ 35″ E / 41.78687°N,1.29293°E   | IPA-26013     | Cal Carlo (Guissona) · Vegeu més fotos d'aquest monument · Carregueu una nova foto d'aquest monument                                |
| Cal Guim                                                          | BCIL 1986       | Eclecticisme XVIII                        | Guissona Raval del Convent, 31                                                       | 41° 47′ 03″ N, 1° 17′ 22″ E / 41.78415°N,1.2895°E    | IPA-26014     | Cal Guim (Guissona) · Vegeu més fotos d'aquest monument · Carregueu una nova foto d'aquest monument                                 |
| Raval de la Bisbal de Guissona                                    |                 | Obra popular XIX                          | Guissona Raval Convent - c. Pere Castelló - c. Traspalau - placeta de Sant Roc       | 41° 47′ 02″ N, 1° 17′ 17″ E / 41.78383°N,1.28809°E   | IPA-26015     | Raval de la Bisbal (Guissona) · Vegeu més fotos d'aquest monument · Carregueu una nova foto d'aquest monument                       |
| Edifici Ateneu, o Gran Cafè Ateneu                                | BCIL 1986       | Modernisme XX Inici                       | Guissona Portal de Sant Roc, 45                                                      | 41° 47′ 01″ N, 1° 17′ 15″ E / 41.78374°N,1.28745°E   | IPA-26016     | Edifici Ateneu (Guissona) · Vegeu més fotos d'aquest monument · Carregueu una nova foto d'aquest monument                           |
| Cal Ribó                                                          |                 | Noucentisme XX Inici                      | Guissona Pl. del Vell Pla, 8                                                         | 41° 47′ 11″ N, 1° 17′ 19″ E / 41.78633°N,1.28869°E   | IPA-26019     | Cal Ribó (Guissona) · Vegeu més fotos d'aquest monument · Carregueu una nova foto d'aquest monument                                 |
| Fonts i safaretjos de la Vila, fonts públiques                    | BCIL 2006       | Obra popular XIII                         | Guissona C. Raval de la Font                                                         | 41° 47′ 12″ N, 1° 17′ 19″ E / 41.78666°N,1.28853°E   | IPA-26023     | Fonts i safaretjos de la Vila (Guissona) · Vegeu més fotos d'aquest monument · Carregueu una nova foto d'aquest monument            |
| La Fassina, antiga Fàbrica de Vi                                  | BCIL 2014       | Obra popular XIX Final                    | Guissona C. del Tint                                                                 | 41° 47′ 14″ N, 1° 17′ 20″ E / 41.78714°N,1.28901°E   | IPA-26024     | La Fassina (Guissona) · Vegeu més fotos d'aquest monument · Carregueu una nova foto d'aquest monument                               |
| Ermita de Sant Macari de Guissona                                 | BCIL 2003       | Romànic XI                                | Guissona Camí a uns 200 m del final del c. Tapioles                                  | 41° 47′ 17″ N, 1° 16′ 53″ E / 41.78798°N,1.28144°E   | IPA-27083     | Ermita de Sant Macari de Guissona · Vegeu més fotos d'aquest monument · Carregueu una nova foto d'aquest monument                   |
| Cal Vaqué                                                         | BCIL 1986       | Modernisme XX Inici                       | Guissona Av. Onze de Setembre, 13                                                    | 41° 47′ 12″ N, 1° 17′ 25″ E / 41.78671°N,1.29026°E   | IPA-35572     | Cal Vaqué (Guissona) · Vegeu més fotos d'aquest monument · Carregueu una nova foto d'aquest monument                                |
| Garatge Hispano Igualadina                                        |                 | Obra popular XX Inici                     | Guissona Av. Onze de Setembre, 20                                                    | 41° 47′ 12″ N, 1° 17′ 29″ E / 41.7866°N,1.29125°E    | IPA-35573     | Garatge Hispano Igualadina (Guissona) · Vegeu més fotos d'aquest monument · Carregueu una nova foto d'aquest monument               |
| Cal Fidel                                                         | BCIL 1986       | Modernisme XX Inici                       | Guissona C. Bisbal, 43                                                               | 41° 47′ 03″ N, 1° 17′ 16″ E / 41.784032°N,1.287698°E | IPA-35574     | Cal Fidel (Guissona) · Vegeu més fotos d'aquest monument · Carregueu una nova foto d'aquest monument                                |
| Palau d'Eril                                                      | BCIL 1986       | Gòtic-renaixement XVI                     | Guissona Pl. Major, 3                                                                | 41° 47′ 07″ N, 1° 17′ 19″ E / 41.78522°N,1.28852°E   | IPA-35575     | Palau d'Eril (Guissona) · Vegeu més fotos d'aquest monument · Carregueu una nova foto d'aquest monument                             |
| Molí d'en Coma                                                    | BCIL 1986       | Obra popular, modernisme XVIII            | Guissona Raval de Sant Pere, 1                                                       | 41° 47′ 06″ N, 1° 17′ 24″ E / 41.78487°N,1.29009°E   | IPA-35576     | Molí d'en Coma (Guissona) · Vegeu més fotos d'aquest monument · Carregueu una nova foto d'aquest monument                           |
| La Torre d'en Carlos                                              | BCIL 2014       | Obra popular XIX                          | Guissona Camí de Guissona a Torrefeta                                                | 41° 46′ 16″ N, 1° 16′ 45″ E / 41.771°N,1.27907°E     | IPA-35577     | La Torre d'en Carlos (Guissona) · Vegeu més fotos d'aquest monument · Carregueu una nova foto d'aquest monument                     |
| Mas d'en Porta                                                    | BCIL 2014       | Obra popular XVIII                        | Guissona Camí del Mas d'en Porta                                                     | 41° 47′ 40″ N, 1° 14′ 01″ E / 41.79446°N,1.23366°E   | IPA-35578     | Mas d'en Porta (Guissona) · Vegeu més fotos d'aquest monument · Carregueu una nova foto d'aquest monument                           |
| Edifici al raval de la Bisbal, 38                                 |                 | Obra popular XX Inici                     | Guissona Raval de la Bisbal, 38                                                      | 41° 47′ 02″ N, 1° 17′ 17″ E / 41.78376°N,1.28814°E   | IPA-35581     | Edifici al raval de la Bisbal, 38 (Guissona) · Vegeu més fotos d'aquest monument · Carregueu una nova foto d'aquest monument        |
| Cal Tartamut                                                      | BCIL 1986       | Modernisme XX Inici                       | Guissona C. Bisbal, 5                                                                | 41° 47′ 05″ N, 1° 17′ 19″ E / 41.784619°N,1.288552°E | IPA-35582     | Cal Tartamut (Guissona) · Vegeu més fotos d'aquest monument · Carregueu una nova foto d'aquest monument                             |
| Cal Xamora, o edifici al raval de Traspalau, 30                   |                 | Obra popular XX Inici                     | Guissona Raval de Traspalau, 30                                                      | 41° 47′ 01″ N, 1° 17′ 14″ E / 41.78374°N,1.28711°E   | IPA-35583     | Edifici al raval de Traspalau, 30 (Guissona) · Vegeu més fotos d'aquest monument · Carregueu una nova foto d'aquest monument        |
| Can Santaeulària, Cal Martinet                                    | BCIL 2014       | Modernisme XX Inici                       | Guissona C. Bisbal, 30                                                               | 41° 47′ 03″ N, 1° 17′ 15″ E / 41.784056°N,1.287494°E | IPA-35584     | Can Santaeulària (Guissona) · Vegeu més fotos d'aquest monument · Carregueu una nova foto d'aquest monument                         |
| Magatzem de cal Xamora, o edifici al raval de Traspalau, 28       |                 | Obra popular XXI Inici                    | Guissona Raval de Traspalau, 28                                                      | 41° 47′ 02″ N, 1° 17′ 13″ E / 41.78388°N,1.28701°E   | IPA-35585     | Edifici al raval de Traspalau, 28 (Guissona) · Vegeu més fotos d'aquest monument · Carregueu una nova foto d'aquest monument        |
| Cal Piteu, Casa Notari Ramon Faus Esteve                          | BCIL 2014       | Eclecticisme XX Inici                     | Guissona C. de la Font, 19                                                           | 41° 47′ 10″ N, 1° 17′ 18″ E / 41.786002°N,1.288409°E | IPA-35586     | Cal Piteu (Guissona) · Vegeu més fotos d'aquest monument · Carregueu una nova foto d'aquest monument                                |
| Edifici de l' Escorxador Municipal                                | BCIL 2008       | Modernisme XX Inici                       | Guissona C. del Tint, 21                                                             | 41° 47′ 15″ N, 1° 17′ 19″ E / 41.78763°N,1.28866°E   | IPA-35587     | Escorxador Municipal · Vegeu més fotos d'aquest monument · Carregueu una nova foto d'aquest monument                                |
| Ermita de Sant Romà de Guissona                                   | BCIL 1986       | Romànic XI, XIII                          | Guissona A 200 m del nucli urbà pel camí del Cementiri, travessant la ctra. L-313    | 41° 47′ 44″ N, 1° 17′ 24″ E / 41.79568°N,1.2899°E    | IPA-35588     | Ermita de Sant Romà de Guissona · Vegeu més fotos d'aquest monument · Carregueu una nova foto d'aquest monument                     |
| Creu de terme de Guissona                                         |                 | Historicisme XX Mitjan                    | Guissona Pl. del Vell Pla                                                            | 41° 47′ 12″ N, 1° 17′ 20″ E / 41.78674°N,1.28883°E   | IPA-35589     | Creu de terme de Guissona · Vegeu més fotos d'aquest monument · Carregueu una nova foto d'aquest monument                           |
| El Racó de la Família                                             | BCIL 2014       | Obra popular XX Mitjan                    | Guissona C. Sant Magí - c. Sta. Margarida                                            | 41° 47′ 08″ N, 1° 17′ 20″ E / 41.78564°N,1.28878°E   | IPA-35590     | El Racó de la Família (Guissona) · Vegeu més fotos d'aquest monument · Carregueu una nova foto d'aquest monument                    |
| Ermita de Sant Pere dels Pastors de Guissona                      | BCIL 1986       | Romànic XIII, XVIII                       | Guissona Ctra. LV-3201, km 1                                                         | 41° 46′ 51″ N, 1° 18′ 16″ E / 41.78083°N,1.30442°E   | IPA-35592     | Ermita de Sant Pere dels Pastors de Guissona · Vegeu més fotos d'aquest monument · Carregueu una nova foto d'aquest monument        |
| Font de la Salut                                                  | BCIL 1986       | Obra popular XVIII, XX Inici              | Guissona C. Font de la Salut, parc                                                   | 41° 46′ 50″ N, 1° 16′ 58″ E / 41.78057°N,1.28264°E   | IPA-35593     | Font de la Salut (Guissona) · Vegeu més fotos d'aquest monument · Carregueu una nova foto d'aquest monument                         |
| Capella de Sant Felip Neri de Guissona                            | BCIL 2014       | Renaixement XVII                          | Guissona C. de l'Om                                                                  | 41° 47′ 07″ N, 1° 17′ 20″ E / 41.78532°N,1.28902°E   | IPA-35594     | Capella de Sant Felip Neri de Guissona · Vegeu més fotos d'aquest monument · Carregueu una nova foto d'aquest monument              |
| Edifici del Museu Eduard Camps i Cava, o Casa de Cultura          | BCIL 1986       | Barroc XVIII                              | Guissona Pl. del Vell Pla, 1                                                         | 41° 47′ 12″ N, 1° 17′ 22″ E / 41.78666°N,1.28934°E   | IPA-35595     | Edifici del Museu Eduard Camps i Cava (Guissona) · Vegeu més fotos d'aquest monument · Carregueu una nova foto d'aquest monument    |
| Pont de Santa Llúcia                                              | BCIL 2014       | Obra popular XIX Final                    | Guissona Ctra. Massoteres - Biosca, a 200 m de Guissona                              | 41° 47′ 18″ N, 1° 17′ 55″ E / 41.78834°N,1.29871°E   | IPA-35596     | Pont de Santa Llúcia (Guissona) · Vegeu més fotos d'aquest monument · Carregueu una nova foto d'aquest monument                     |
| Pou de gel                                                        | BCIL 2009       | Obra popular XVII                         | Guissona Camí del Cementiri, a 200 m del nucli urbà travessant la ctra. L-313        | 41° 47′ 48″ N, 1° 17′ 39″ E / 41.79655°N,1.29413°E   | IPA-35597     | Pou de gel (Guissona) · Vegeu més fotos d'aquest monument · Carregueu una nova foto d'aquest monument                               |
| Cal Tino, o Cala Premsa del Tino                                  | BCIL 2014       | Barroc XVIII                              | Guissona C. l'Om, 18                                                                 | 41° 47′ 08″ N, 1° 17′ 22″ E / 41.78549°N,1.28947°E   | IPA-35598     | Cal Tino (Guissona) · Vegeu més fotos d'aquest monument · Carregueu una nova foto d'aquest monument                                 |
| Casa Montroig                                                     | BCIL 1986       | Barroc XIII                               | Guissona C. l'Om, 16                                                                 | 41° 47′ 07″ N, 1° 17′ 22″ E / 41.78539°N,1.28949°E   | IPA-35599     | Casa Montroig (Guissona) · Vegeu més fotos d'aquest monument · Carregueu una nova foto d'aquest monument                            |
| Casa Argelich                                                     | BCIL 1986       | Renaixement XVI                           | Guissona C. l'Om, 14                                                                 | 41° 47′ 07″ N, 1° 17′ 22″ E / 41.78531°N,1.28949°E   | IPA-35600     | Casa Argelich (Guissona) · Vegeu més fotos d'aquest monument · Carregueu una nova foto d'aquest monument                            |
| Cal Carulla                                                       | BCIL 1986       | Barroc XVIII                              | Guissona Raval d'en Coma, 62                                                         | 41° 47′ 11″ N, 1° 17′ 23″ E / 41.78644°N,1.28973°E   | IPA-35601     | Cal Carulla (Guissona) · Vegeu més fotos d'aquest monument · Carregueu una nova foto d'aquest monument                              |
| Torre Nova d'en Carlos                                            | BCIL 2014       | Obra popular XVIII                        | Guissona A 500 m de la vila per camí perpendicular a la ctra. L-310 direcció Cervera | 41° 46′ 46″ N, 1° 16′ 54″ E / 41.77946°N,1.28171°E   | IPA-35602     | Torre Nova d'en Carlos (Guissona) · Vegeu més fotos d'aquest monument · Carregueu una nova foto d'aquest monument                   |
| Font de l'Estany                                                  | BCIL 1986       | Obra popular XIX Inici                    | Guissona A 200 m. ctra. Massoteres, desviament per un camí a 800 m                   | 41° 47′ 05″ N, 1° 18′ 27″ E / 41.78465°N,1.30751°E   | IPA-35603     | Font de l'Estany (Guissona) · Vegeu més fotos d'aquest monument · Carregueu una nova foto d'aquest monument                         |
| Cal Tàrrega, o edifici a l'Avinguda Generalitat, 16               |                 | Noucentisme XX Inici                      | Guissona Av. Generalitat, 16                                                         | 41° 47′ 10″ N, 1° 17′ 26″ E / 41.786°N,1.2906°E      | IPA-35604     | Edifici a l'avinguda Generalitat, 16 (Guissona) · Vegeu més fotos d'aquest monument · Carregueu una nova foto d'aquest monument     |
| Cal Trescents, edifici al carrer Fluvià, 21                       | BCIL 2014       | Modernisme XIX Final                      | Guissona C. Fluvià, 21                                                               | 41° 47′ 05″ N, 1° 17′ 22″ E / 41.78482°N,1.28944°E   | IPA-35605     | Edifici al carrer Fluvià, 21 (Guissona) · Vegeu més fotos d'aquest monument · Carregueu una nova foto d'aquest monument             |
| Casa Condomines                                                   | BCIL 1986       | Modernisme XX Inici                       | Guissona Raval d'en Coma, 1                                                          | 41° 47′ 05″ N, 1° 17′ 24″ E / 41.7848°N,1.28989°E    | IPA-35606     | Casa Condomines (Guissona) · Vegeu més fotos d'aquest monument · Carregueu una nova foto d'aquest monument                          |
| Cal Sala, edifici al raval d'en Coma, 45                          | BCIL 2014       | Modernisme XX Inici                       | Guissona Raval d'en Coma, 45                                                         | 41° 47′ 11″ N, 1° 17′ 23″ E / 41.78634°N,1.28961°E   | IPA-35607     | Edifici al raval d'en Coma, 45 (Guissona) · Vegeu més fotos d'aquest monument · Carregueu una nova foto d'aquest monument           |
| Cal Sarandaca, o edifici al raval d'en Coma, 27                   |                 | Eclecticisme XIX Final                    | Guissona Raval d'en Coma, 27                                                         | 41° 47′ 09″ N, 1° 17′ 23″ E / 41.78582°N,1.28971°E   | IPA-35608     | Edifici al raval d'en Coma, 27 (Guissona) · Vegeu més fotos d'aquest monument · Carregueu una nova foto d'aquest monument           |
| Pilaret de Guissona                                               | BCIL 2014       | Obra popular XX Inici                     | Guissona Ctra. L-313, km 16 direcció Ponts, camí esquerra, 100 m                     | 41° 47′ 42″ N, 1° 16′ 36″ E / 41.795075°N,1.276606°E | IPA-35609     | Pilaret de Guissona · Vegeu més fotos d'aquest monument · Carregueu una nova foto d'aquest monument                                 |
| Cal Pauleta, o casa al carrer Notari Josep Faus, 3                |                 | Noucentisme XX Inici                      | Guissona C. Notari Josep Faus, 3                                                     | 41° 47′ 07″ N, 1° 17′ 15″ E / 41.78524°N,1.2876°E    | IPA-35996     | Edifici al carrer Notari Josep Faus, 3 (Guissona) · Vegeu més fotos d'aquest monument · Carregueu una nova foto d'aquest monument   |
| Antic Convent i Església de Santa Mònica                          | BCIL 1986       | Obra popular XVII-XVIII                   | Guissona Raval de la Bisbal                                                          | 41° 47′ 02″ N, 1° 17′ 21″ E / 41.78395°N,1.28924°E   | IPA-36706     | Antic Convent i Església de Santa Mònica (Guissona) · Vegeu més fotos d'aquest monument · Carregueu una nova foto d'aquest monument |
| Casa Guillem                                                      | BCIL 1986       | Obra popular                              | Guissona C. Santa Margarida                                                          | 41° 47′ 07″ N, 1° 17′ 20″ E / 41.78539°N,1.28875°E   | IPA-36710     | Carregueu una nova foto d'aquest monument                                                                                           |
| Cal Rafaelet                                                      | BCIL 1986       | Obra popular                              | Guissona C. de Sant Magí (enderrocat)                                                | 41° 47′ 08″ N, 1° 17′ 21″ E / 41.78544°N,1.28918°E   | IPA-36711     | Carregueu una nova foto d'aquest monument                                                                                           |
| Cementiri de Guissona                                             | BCIL 1986       | Obra popular XIX                          | Guissona                                                                             | 41° 47′ 34″ N, 1° 17′ 23″ E / 41.79284°N,1.28972°E   | IPA-36714     | Cementiri (Guissona) · Vegeu més fotos d'aquest monument · Carregueu una nova foto d'aquest monument                                |
| Molí del Cava, Molí d'en Caba                                     | BCIL 2014       | Obra popular XVIII-XX                     | Guissona Esquerra rasa del Passerell (enderrocat)                                    |                                                      | IPA-37109     | Carregueu una nova foto d'aquest monument                                                                                           |
| Molí del Cava IV, Molí d'en Caba IV                               |                 | Obra popular XV-XX                        | Guissona                                                                             | 41° 47′ 23″ N, 1° 16′ 45″ E / 41.789774°N,1.279284°E | IPA-37112     | Carregueu una nova foto d'aquest monument                                                                                           |
| Mas Ramon                                                         | BCIL 2014       | Obra popular XIX                          | Guissona Guarda-si-venes                                                             | 41° 48′ 44″ N, 1° 16′ 43″ E / 41.8123°N,1.27867°E    | IPA-35579     | Mas Ramon (Guissona) · Vegeu més fotos d'aquest monument · Carregueu una nova foto d'aquest monument                                |
| Creu de Condomines                                                |                 |                                           | Guissona Guarda-si-venes                                                             | 41° 48′ 48″ N, 1° 16′ 42″ E / 41.81335°N,1.27845°E   | IPA-35580     | Creu de Condomines (Guissona) · Vegeu més fotos d'aquest monument · Carregueu una nova foto d'aquest monument                       |
| Ermita de la Mare de Déu de les Neus o de Sant Miquel i cementiri | BCIL 2014       | Romànic XI                                | Guissona Guarda-si-venes                                                             | 41° 48′ 38″ N, 1° 16′ 27″ E / 41.81042°N,1.27423°E   | IPA-35591     | Ermita de la Mare de Déu de les Neus (Guissona) · Vegeu més fotos d'aquest monument · Carregueu una nova foto d'aquest monument     |
| Dipòsit de Massoteres                                             |                 | Modernisme XX Inici                       | Guissona Massoteres                                                                  | 41° 47′ 44″ N, 1° 18′ 44″ E / 41.7956°N,1.3121°E     | IPA-35987     | Dipòsit de Massoteres (Guissona) · Vegeu més fotos d'aquest monument · Carregueu una nova foto d'aquest monument                    |
| Edifici a la plaça Major, 4                                       | BCIL 2014       | XVII                                      | Guissona Pl. Major, 4                                                                | 41° 47′ 07″ N, 1° 17′ 19″ E / 41.78523°N,1.28858°E   | IPA-46158     | Carregueu una nova foto d'aquest monument                                                                                           |
| Edifici a la plaça Major, 6                                       | BCIL 2014       | XVIII-XIX                                 | Guissona Pl. Major, 6                                                                | 41° 47′ 07″ N, 1° 17′ 19″ E / 41.78536°N,1.28864°E   | IPA-46159     | Carregueu una nova foto d'aquest monument                                                                                           |
| Cal Serra Puig                                                    | BCIL 2014       | XVIII-XIX                                 | Guissona C. Fluvià, 19                                                               | 41° 47′ 05″ N, 1° 17′ 22″ E / 41.78484°N,1.28939°E   | IPA-46162     | Carregueu una nova foto d'aquest monument                                                                                           |
| Edifici al carrer Bisbal, 11                                      | BCIL 2014       | XVIII                                     | Guissona C. Bisbal, 11                                                               | 41° 47′ 04″ N, 1° 17′ 18″ E / 41.78456°N,1.28836°E   | IPA-46163     | Carregueu una nova foto d'aquest monument                                                                                           |
| Cal Daran                                                         | BCIL 2014       | XVIII                                     | Guissona C. Bisbal, 15                                                               | 41° 47′ 04″ N, 1° 17′ 18″ E / 41.78448°N,1.28824°E   | IPA-46164     | Carregueu una nova foto d'aquest monument                                                                                           |
| Cal Domenjó                                                       | BCIL 2014       | XVIII-XIX                                 | Guissona C. Guinguetes, 2                                                            | 41° 47′ 01″ N, 1° 17′ 12″ E / 41.78367°N,1.28678°E   | IPA-46167     | Carregueu una nova foto d'aquest monument                                                                                           |
| Edifici al raval del Convent, 25                                  | BCIL 2014       | XVIII-XIX                                 | Guissona Raval del Convent, 25                                                       | 41° 47′ 04″ N, 1° 17′ 23″ E / 41.78435°N,1.28969°E   | IPA-46168     | Carregueu una nova foto d'aquest monument                                                                                           |
| Edifici al raval del Convent, 23                                  | BCIL 2014       | XVIII-XIX                                 | Guissona Raval del Convent, 23                                                       | 41° 47′ 04″ N, 1° 17′ 23″ E / 41.78438°N,1.28976°E   | IPA-46169     | Carregueu una nova foto d'aquest monument                                                                                           |
| Edifici al raval del Convent, 21                                  | BCIL 2014       | XVIII-XIX                                 | Guissona Raval del Convent, 21                                                       | 41° 47′ 04″ N, 1° 17′ 23″ E / 41.78441°N,1.28982°E   | IPA-46170     | Carregueu una nova foto d'aquest monument                                                                                           |
| Edifici al raval del Convent, 19                                  | BCIL 2014       | XVIII-XIX                                 | Guissona Raval del Convent, 19                                                       | 41° 47′ 04″ N, 1° 17′ 24″ E / 41.78443°N,1.28988°E   | IPA-46171     | Carregueu una nova foto d'aquest monument                                                                                           |
| Edifici al raval del Convent, 17                                  | BCIL 2014       | XVIII-XIX                                 | Guissona Raval del Convent, 17                                                       | 41° 47′ 04″ N, 1° 17′ 24″ E / 41.78446°N,1.28995°E   | IPA-46172     | Carregueu una nova foto d'aquest monument                                                                                           |
| Edifici al raval del Convent, 3                                   | BCIL 2014       | XVIII-XIX                                 | Guissona Raval del Convent, 3                                                        | 41° 47′ 05″ N, 1° 17′ 24″ E / 41.78473°N,1.29006°E   | IPA-46175     | Carregueu una nova foto d'aquest monument                                                                                           |
| Edifici al raval d'en Coma, 8                                     | BCIL 2014       | XVIII-XIX                                 | Guissona Raval d'en Coma, 8                                                          | 41° 47′ 07″ N, 1° 17′ 24″ E / 41.78520°N,1.28998°E   | IPA-46176     | Carregueu una nova foto d'aquest monument                                                                                           |
| Edifici al raval d'en Coma, 38                                    | BCIL 2014       | XVIII-XIX                                 | Guissona Raval d'en Coma, 38                                                         | 41° 47′ 09″ N, 1° 17′ 24″ E / 41.78597°N,1.28987°E   | IPA-46179     | Carregueu una nova foto d'aquest monument                                                                                           |
| Edifici al carrer Bisbal, 21                                      | BCIL 2014       | XVIII-XIX                                 | Guissona C. Bisbal, 21                                                               | 41° 47′ 04″ N, 1° 17′ 17″ E / 41.78440°N,1.28813°E   | IPA-46183     | Carregueu una nova foto d'aquest monument                                                                                           |
| Edifici al carrer Fluvià, 17                                      | BCIL 2014       | XX                                        | Guissona C. Fluvià, 17                                                               | 41° 47′ 05″ N, 1° 17′ 21″ E / 41.78483°N,1.28929°E   | IPA-46184     | Carregueu una nova foto d'aquest monument                                                                                           |
| Cal Magí de l'Aigua                                               | BCIL 2014       | XX                                        | Guissona Raval de la Bisbal, 8                                                       | 41° 47′ 01″ N, 1° 17′ 15″ E / 41.78366°N,1.28738°E   | IPA-46185     | Carregueu una nova foto d'aquest monument                                                                                           |
| Edifici a l'avinguda Onze de Setembre, 23                         | BCIL 2014       | XX                                        | Guissona Av. Onze de Setembre, 23                                                    | 41° 47′ 12″ N, 1° 17′ 28″ E / 41.78679°N,1.29099°E   | IPA-46186     | Carregueu una nova foto d'aquest monument                                                                                           |
| Edifici a l'avinguda Onze de Setembre, 36                         | BCIL 2014       | XX                                        | Guissona Av. Onze de Setembre, 36                                                    | 41° 47′ 12″ N, 1° 17′ 32″ E / 41.78671°N,1.29231°E   | IPA-46187     | Carregueu una nova foto d'aquest monument                                                                                           |
| Vil·la Antonieta                                                  | BCIL 2014       |                                           | Guissona Av. Generalitat de Catalunya                                                | 41° 46′ 56″ N, 1° 17′ 25″ E / 41.78216°N,1.29041°E   | IPA-46188     | Carregueu una nova foto d'aquest monument                                                                                           |
| Edifici al carrer Notari Roca Sastre, 18                          | BCIL 2014       | XX                                        | Guissona C. Notari Roca Sastre, 18                                                   | 41° 47′ 08″ N, 1° 17′ 34″ E / 41.78547°N,1.29272°E   | IPA-46190     | Carregueu una nova foto d'aquest monument                                                                                           |
| Casa a la plaça de l'Església de Guarda-si-venes                  | BCIL 2014       | XX                                        | Guissona Pl. de l'Església, Guarda-si-venes                                          | 41° 48′ 38″ N, 1° 16′ 27″ E / 41.81056°N,1.27429°E   | IPA-46191     | Carregueu una nova foto d'aquest monument                                                                                           |
| Casa Bella                                                        | BCIL 2014       |                                           | Guissona C. del Viver, 9, Guarda-si-venes                                            | 41° 48′ 39″ N, 1° 16′ 27″ E / 41.81094°N,1.27427°E   | IPA-46193     | Carregueu una nova foto d'aquest monument                                                                                           |
| Tapioles                                                          | BCIL 2014       |                                           | Guissona Entre la carretera LV-311 i la zona industrial                              | 41° 47′ 06″ N, 1° 16′ 41″ E / 41.78505°N,1.27802°E   | IPA-46194     | Carregueu una nova foto d'aquest monument                                                                                           |
| Cal Marquet                                                       | BCIL 2014       |                                           | Guissona A 1 km de Guissona ctra. LV-3201 a Sant Guim de la Plana                    | 41° 46′ 44″ N, 1° 18′ 18″ E / 41.77902°N,1.30492°E   | IPA-46195     | Carregueu una nova foto d'aquest monument                                                                                           |
| Cabanes del Mas d'en Porta                                        | BCIL 2014       | XIX-XX                                    | Guissona                                                                             |                                                      | IPA-46213     | Carregueu una nova foto d'aquest monument                                                                                           |
| Cabana de volta I                                                 | BCIL 2014       | XX                                        | Guissona Guarda-si-venes                                                             |                                                      | IPA-46215     | Carregueu una nova foto d'aquest monument                                                                                           |
| Cabana de volta II                                                | BCIL 2014       | XX                                        | Guissona                                                                             | 41° 47′ 57″ N, 1° 16′ 17″ E / 41.799279°N,1.271291°E | IPA-46216     | Carregueu una nova foto d'aquest monument                                                                                           |
| Cabana de volta III                                               | BCIL 2014       | Obra popular XX                           | Guissona                                                                             |                                                      | IPA-46217     | Carregueu una nova foto d'aquest monument                                                                                           |
| Cabana de l'Era                                                   | BCIL 2014       | Obra popular XX                           | Guissona Guarda-si-venes                                                             | 41° 48′ 37″ N, 1° 16′ 27″ E / 41.810282°N,1.274171°E | IPA-46218     | Carregueu una nova foto d'aquest monument                                                                                           |
| Casa Torres                                                       | BCIL 2014       | Historicisme XIV-XX                       | Guissona C. de la Font - pl. Vell Pla                                                | 41° 47′ 11″ N, 1° 17′ 19″ E / 41.78641°N,1.28851°E   | IPA-49319     | Carregueu una nova foto d'aquest monument                                                                                           |
| Parets de marge de Condomines                                     | BCIL 2014       | Obra popular                              | Guissona Al nord i est de Guarda-si-venes                                            |                                                      | IPA-49329     | Carregueu una nova foto d'aquest monument                                                                                           |